# Nota de Hull
A nota de Hull, oficialmente o Esboço da Base Proposta para o Acordo entre os Estados Unidos e o Japão, foi a proposta final entregue ao Império do Japão pelos Estados Unidos da América antes do ataque a Pearl Harbor (7 de dezembro de 1941) e da declaração de guerra japonesa (sete horas e meia após o início do ataque). A nota, entregue em 26 de novembro de 1941, recebeu o nome do secretário de Estado Cordell Hull (no cargo: 1933-1944). Foi o culminar diplomático de uma série de eventos que levaram ao ataque a Pearl Harbor. Notavelmente, seu texto repete as exigências americanas anteriores para que o Japão se retirasse da China e da Indochina francesa. Nenhuma outra proposta americana foi feita antes do ataque a Pearl Harbor, já que o governo dos EUA havia recebido informações de que o Japão estava preparando uma invasão da Tailândia.

## Conteúdo
A Nota do Casco consiste em duas seções. A primeira seção é um "Projeto de declaração mútua de política", afirmando estes princípios:
1. inviolabilidade da integridade territorial e soberania de toda e qualquer nação.
2. não interferência nos assuntos internos de outros países.
3. igualdade, incluindo igualdade de oportunidades comerciais e de tratamento.
4. Recurso à cooperação internacional e à conciliação para a prevenção e solução pacífica de controvérsias
5. não discriminação nas relações comerciais internacionais.
6. cooperação econômica internacional e abolição do nacionalismo extremo, expresso em restrições comerciais excessivas.
7. acesso não discriminatório de todas as nações ao fornecimento de matérias-primas.
8. plena protecção dos interesses dos países e populações consumidores no que respeita ao funcionamento dos acordos internacionais sobre produtos de base.
9. criação de tais instituições e arranjos de finanças internacionais

A segunda seção é composta por 10 pontos e é intitulada "Medidas a serem tomadas pelo Governo dos Estados Unidos e pelo Governo do Japão"
1. pacto multilateral de não-agressão entre o Império Britânico, China, Japão, Holanda, União Soviética, Tailândia e Estados Unidos
2. comprometer-se a respeitar a integridade territorial da Indochina francesa
3. retirada de todas as forças militares, navais, aéreas e policiais da China e da Indo-China
4. nenhum apoio (militar, político, econômico) de qualquer governo ou regime na China que não seja o governo nacional da República da China
5. Ambos os governos renunciam a todos os direitos extraterritoriais na China
6. entrar em negociações para a conclusão entre os Estados Unidos e o Japão de um acordo comercial, baseado no tratamento recíproco de nação mais favorecida
7. eliminar as restrições de congelamento dos fundos japoneses nos Estados Unidos e dos fundos americanos no Japão
8. acordar um plano para a estabilização da taxa dólar-iene
9. Nenhum acordo com quaisquer potências terceiras que entre em conflito com o objetivo fundamental do presente acordo
10. influenciar outros governos a aderirem aos princípios políticos e económicos básicos deste acordo

## Entrega e recepção pelo governo japonês
Em 26 de novembro de 1941, Hull presenteou o embaixador japonês com a nota Hull, que, como uma de suas condições, exigia a retirada completa de todas as tropas japonesas da Indochina francesa e da China. O primeiro-ministro japonês, Tojo Hideki, disse ao seu gabinete que "este é um ultimato". 

## Decisão final tomada para atacar
A força de ataque que atacou Pearl Harbor zarpou no dia anterior, na manhã de 26 de novembro de 1941, horário do Japão, que era 25 de novembro, horário de Washington. Poderia ter sido lembrado ao longo do caminho, mas nenhum outro progresso diplomático foi feito.
Em uma Conferência Imperial em 1º de dezembro, o imperador Hirohito aprovou ataques contra os Estados Unidos, o Império Britânico e o império colonial holandês. Em 4 de dezembro, o presidente Roosevelt foi avisado por um memorando de 26 páginas da ONI que os japoneses estavam mostrando interesse particular na Costa Oeste (dos EUA), no Canal do Panamá e no Território do Havaí. Em 7 e 8 de dezembro, os japoneses começaram ataques contra as Filipinas, Guam, Ilha Wake, Malásia, Cingapura, Hong Kong e Havaí.